# Godesberger Kanu-Club
Koordinaten: 50° 40′ 45″ N, 7° 10′ 47″ O

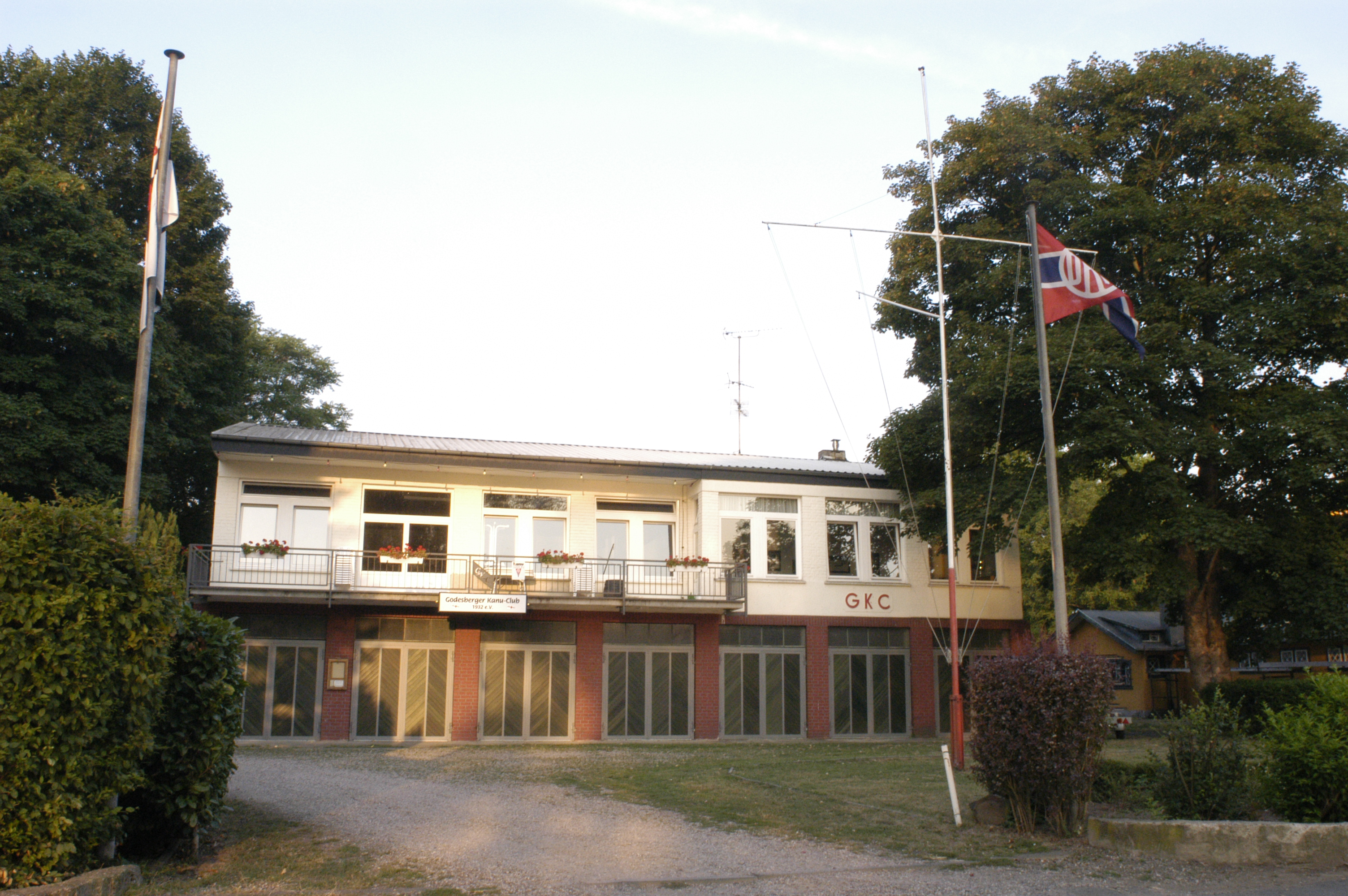
Bootshaus des Vereins

Der Godesberger Kanu-Club 1932 e. V. ist ein deutscher Sportverein mit Sitz im südlichen Bonner Stadtteil Bad Godesberg. 
Unweit des Rüngsdorfer Schwimmbads liegt das Vereinsgelände am Rhein (km 646,2). Daher ist der Rhein das Haupt-Trainingsgewässer. Der Verein betreibt Kanusport in den Sparten Kanuslalom, Kanuwandern, Wildwasserpaddeln und  Kanumarathon.

## Vereinsleben
Auf dem Vereinsgelände steht ein Bootshaus. Jung und Alt treffen sich dort nicht nur zum Sport, sondern auch zu geselligen Aktivitäten. Für Interessierte werden Schnupperkurse angeboten, später können beim Einsteigerpaddeln Techniken vertieft oder Eskimotier- und Rettungslehrgänge belegt werden. Beim Kindertraining können auch die Jüngsten das Paddeln erlernen. Als Ausgleichssport, vor allem im Winter, werden wechselnd Zirkeltraining, Gymnastik, Ballspiele, Krafttraining, Tischtennis oder Badminton betrieben. Außerdem finden sich Gemeinschaften zum Skifahren, Boulespielen und Wandern.

## Geschichte
Schon lange vor der Gründung des Clubs trafen sich junge Godesberger und bauten zusammen ihre kleinen Kanus für gemeinsame Paddelfahrten. Bootsbau und -reparatur war damals ein wichtiger Teil der Aktivitäten, denn es gab wenig Boote zu kaufen, und diese waren unerschwinglich. Am 13. Juni 1932, trafen sich 33 Gleichgesinnte und gründeten den GKC, vor allem, um gemeinsam eine Bootshalle zu realisieren. Nach mehreren Zwischenstationen bezog der Verein 1954 sein jetziges Bootshaus, was innerhalb von 4 Jahren fast ausschließlich von Mitgliedern in Freiwilligendiensten gebaut worden war. 
Eine der bekanntesten ehemaligen Sportlerinnen des Vereins ist Roswitha Esser, die 1964 bei den Olympischen Spielen im Rennkajak die Goldmedaille erkämpfte und auch danach große Erfolge hatte. Außer Esser brachten auch andere Aktive des Vereins im Laufe der Geschichte Deutsche Meistertitel für den Verein ein.

## DKV-Kanustation
Der GKC ist eine DKV-Kanustation und empfängt Gast-Paddler nach vorheriger Anmeldung.

## Weblink
- Offizielle Website